# Жоффрей Тюлан
Жоффрей Тюлан (фр. Geoffrey Tulasne, нар. 24 лютого 1988, Перонн) — французький футболіст, що грав на позиції півзахисника. Виступав, зокрема, за клуби «Сошо-2», «Сошо» та «Ред Стар», а також молодіжну збірну Франції.

## Клубна кар'єра
Жоффрей Тюлан народився 1988 року в місті Перонн, та є вихованцем футбольної школи клубу «Париж». У професійному футболі дебютував 2004 року виступами за другу команду клубу «Сошо», в якій грав до 2008 року. У 2008 році футболіста перевели до основної команди клубу «Сошо», в якій він грав до кінця 2011 року. На початку 2012 року Тюлан перейшов до клубу «Ред Стар», у якому грав до 2014 року. після чого завершив виступи на футбольних полях.

## Виступи за збірну
Протягом 2008—2009 років Жоффрей Тюлан залучався до складу молодіжної збірної Франції. На молодіжному рівні зіграв у 2 офіційних матчах.